# San Cebrián de Castro
San Cebrián de Castro település Spanyolországban,  Zamora tartományban. San Cebrián de Castro Montamarta, Santa Eufemia del Barco, Perilla de Castro, Moreruela de Tábara, Granja de Moreruela, Manganeses de la Lampreana, Pajares de la Lampreana és Piedrahita de Castro községekkel határos. Lakosainak száma 249 fő (2024).

## Népesség
A település népessége az utóbbi években az alábbiak szerint változott:
| Lakosok száma | 383  | 337  | 318  | 301  | 284  | 279  | 264  | 239  | 253  | 249  |
|               | 2001 | 2004 | 2007 | 2009 | 2012 | 2014 | 2017 | 2019 | 2022 | 2024 |